# لين شالمرز
لين شالمرز (بالإنجليزية: Len Chalmers)‏ هو لاعب كرة قدم بريطاني، ولد في 4 سبتمبر 1936 في Geddington ‏ في المملكة المتحدة، وتوفي في 10 فبراير 2014 في نورثامبتون في المملكة المتحدة. لعب مع ليستر سيتي ونوتس كاونتي.